# Buschhof (Herrieden)
Buschhof ist ein Gemeindeteil der Stadt Herrieden im Landkreis Ansbach (Mittelfranken, Bayern). Buschhof liegt in der Gemarkung Elbersroth.

## Geographie
Die Einöde besteht aus drei Wohngebäuden mit einem Dutzend Nebengebäuden. Sie liegt auf einem Bergrücken, der im Norden ins Rappengraben- und Wiesethtal und im Süden ins Tenscher- und Ahornbachtal abfällt. 0,5 km nordwestlich liegt das Gräbenwindener Holz und 0,75 km südöstlich das Löschenholz. Diese beiden Waldgebiete befinden sich ebenfalls auf den Bergrücken. Ein Anliegerweg führt zur Kreisstraße AN 52 (0,3 km südlich), die nach Aichau (0,6 km westlich) bzw. Böckau verläuft (1,3 km östlich).

## Geschichte
Auf einer amtlichen topografische Karte von 1956 wurde Buschhof erstmals verzeichnet. In den amtlichen Ortsverzeichnissen für Bayern wurde der Ort jedoch erst in der Ausgabe von 1991 als Gemeindeteil von Herrieden aufgelistet, bestehend aus zwei Wohngebäuden mit acht Einwohnern.

## Religion
Die Einwohner römisch-katholischer Konfession sind nach St. Jakobus der Ältere (Elbersroth) gepfarrt, die Einwohner evangelisch-lutherischer Konfession sind nach St. Wenzeslaus (Wieseth) gepfarrt.